# Härkingen
Härkingen es una comuna suiza del cantón de Soleura, ubicada en el distrito de Gäu. Limita al norte con la comuna de Egerkingen, al este con Gunzgen, al sur con Fulenbach, y al oeste con Neuendorf.

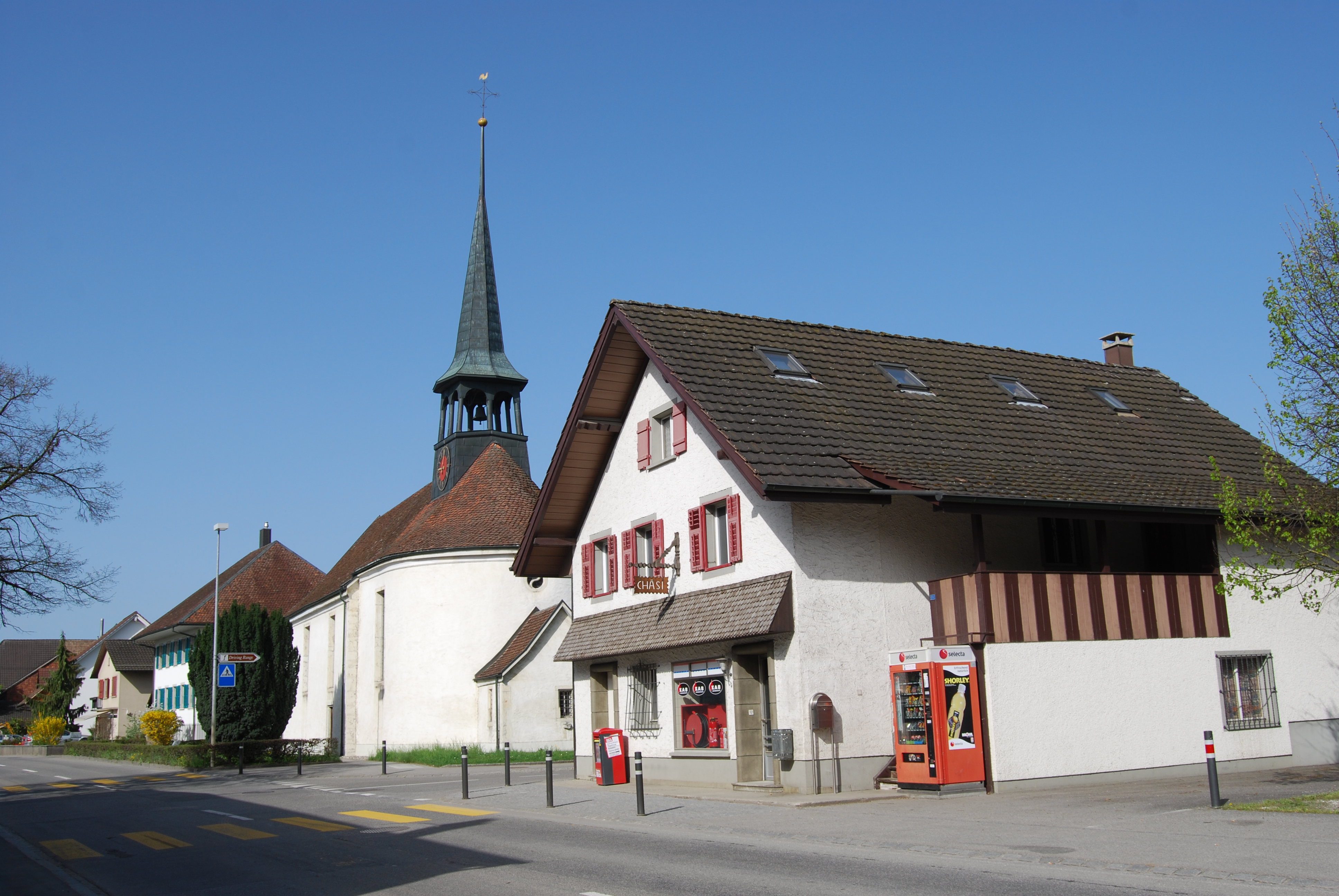
Härkingen